# Сейсмічність Сирії
Територія Сирії характеризується досить активною і підвищеною сейсмічністю.

## Загальна характеристика
Велика частина території Сирії розташована на високому плато, висота якого над рівнем моря коливається від 200 до 700 м. Західна частина плато має досить різко виражений гірський рельєф. Тут тягнуться дві гряди гірських масивів, розділені подовжнім пониженням — сирійським грабеном шириною 15-20 км. Західна частина Сирії — є найбільш сейсмоактивною, де досить часто виникають землетруси. На півночі Сирії також існує гірська місцевість Джебель Ан-Нусайрія, що простягнулася вздовж узбережжя, має середню висоту понад 1212 м з найвищою вершиною Набі-Юніс (1575 м). Північному району Сирії, на кордоні з Туреччиною, також притаманна висока тектонічна активність, оскільки він лежить на перетині Анатолійської, Аравійської та Африканської літосферних плит, які перебувають у постійному русі, через що у місцях розломів виникає тиск, раптове скидання якого й спричиняє землетруси та підземні поштовхи. Подібні навколишні природні умови створюють досить високий рівень сейсмічності території країни.

## Землетруси у минулі століття
13 серпня 1822 року у місті Алеппо на північному заході Сирії стався один з найсильніших землетрусів, магнітуда якого досягла 7,4 балів. Лише в місті було зафіксовано 7000 смертей, а руйнівні афтершоки тривали майже протягом року.

## Землетруси XXI століття

### 2024
12 серпня, о 20:56:00.7 UTC, за повідомленням агентства Reuters, на заході Сирії стався сильно відчутний (за шкалою інтенсивності МSK-64) землетрус магнітудою 4,8 балів (за шкалою Ріхтера), за даними European-Mediterranean Seismological Centre — магнітудою 5,1 балів. Епіцентр землетрусу знаходився за 22 км на схід від міста Хама. Поштовхи, що тривали протягом ночі, відчували також мешканці сусідніх Йорданії та Лівану. У Німецькому науково-дослідному центрі геонаук (GFZ), окрім оцінки магнітуди землетрусу, повідомили, що гіпоцентр землетрусу залягав на глибині 10 км. Водночас державне інформагентство Йорданії повідомило про афтершок потужністю 3,9 балів менш ніж за годину після першого поштовху.
16 серпня на заході Сирії у місті Саламія стався сильно відчутний (за шкалою інтенсивності МSK-64) землетрус магнітудою 4,8 балів (за шкалою Ріхтера). Згідно з даними Німецького науково-дослідного центру геонаук (GFZ), гіпоцентр землетрусу перебував на глибині 10 км під землею і був відчутний також у Лівані. В результаті землетрусу 17 людей зазнали поранень.
16 грудня, о 00:48 (за місцевим часом), у Сирії було зафіксовано відчутний (за шкалою інтенсивності МSK-64) землетрус магнітудою 3,0 балів (за шкалою Ріхтера). Епіцентр землетрусу знаходився поблизу села Бімалка в провінції Тартус на заході Сирії. Як зазначили OSINT-фахівці, землетрус стався після удару авіації Ізраїлю по території сховища боєприпасів 107 бригади берегової охорони Сирії. Про удар ВПС Ізраїлю по складах сирійської армії також повідомило видання Times of Israel.